# 裸のアゲハ
『裸のアゲハ』（はだかのあげは）は、2016年3月18日に公開された日本の映画。『さまようアゲハ 蜜壺トロトロ』のタイトルでピンク映画として公開された作品のR15版作品である。続編の『裸のアゲハ いきり立つ欲望』（ビデオパッケージ発売時のタイトル。R15版およびR18版の劇場公開時のタイトルは『裸の劇団 いきり立つ欲望』）も本項で扱う。

## 概要
俳優でもある榊英雄が監督を務めるピンク映画シリーズ。裸で古典演劇を演じるというアングラ劇団を舞台にする青春群像劇。
第1作『さまようアゲハ 蜜壺トロトロ』公開は2016年3月18日。第2作『裸の劇団 いきり立つ欲望』は同年5月6日に公開（いずれも劇場初上映時のタイトル）。
2作とも特集企画『OP PICTURES+フェス2016』の作品として同年8月にR15版が制作、公開されている。DVDはR-15版のみリリース。
撮影は概ね東京都豊島区東長崎駅周辺で撮影されており、登場する劇場も同地にある小劇場てあとるらぽうである。また第1作では取り壊し前の上野オークラ劇場旧館が撮影場所として使用され、外観や劇場内、フィルム映写室まで登場している。
2017年に開催された第29回ピンク大賞では、第1作、第2作の演技を評価され、加藤絵莉が新人女優賞を受賞している。

## あらすじ
アングラ劇団「ネイキッドデザイア」。そこに在籍するのはイケメン主宰者、個性豊かな女優陣、職人肌の前張り師……そう、そこは裸で演劇を演じるという奇異な劇団だったのだ。中に入るとそこはドロドロ。体を使って看板女優の座を守る女優。恋愛模様。そして渦巻く造反計画。そんな中、新人アゲハが主演の座を射止めるのだが。

## 登場人物

### 劇団ネイキッドデザイア
花森揚羽
演 - 水城りの
翼にスカウトされた新人女優。通称:アゲハ。演技力はまだまだ、せりふ覚えも悪いが、両手を大きく広げる姿がまるでアゲハチョウに見えるほどの天性の表現力を持つ。劇団と共に過ごすことにより、演技力を徐々に上げ、それとともに魔性の光も放ちだす。
第2作では恋人である加地の意志もあり、劇団も辞め女優業からは一線を引いた立ち位置であるが、翼や青空からは復帰を懇願されている。
虹川希来莉
演 - 加藤絵莉
劇団の看板女優。主宰である翼と寝ることで常に看板の座を維持し続けている。
第2作では翼が第一線を退くが、根岸の演出下でも看板女優となっている。
遠野青空
演 - 蓮実クレア
青空と書いて「そら」。アゲハの演技を見て心打たれ入団を希望した劇団員。元々水色スパンコールに所属していた。高い演技力と妖艶さ、ボディスタイルの持ち主。
アゲハの演技を見て入団していることもあり、第2作では常にアゲハの女優復帰、翼の演出復帰を懇願。そして「ネイキッドデザイア」が裸の劇団に戻る日を心待ちにしている。稽古着は初美沙希Tシャツである。
瀬田翼
演 -REN
劇団の主宰。いわゆるイケメン俳優。「ネイキッドデザイア」の演出と脚本を担当。エキセントリックな部分に注目が集まるが、古典演劇をどう演じるかにこだわりを持つ。
第1作ではアゲハを主演に据えるにあたり、着衣の芝居と演出に挑む。第2作では演出を退き、劇団のほぼ全権を根岸に譲っている。しかし骨抜きになったようなたたずまいを見せている。なお、自宅には宇都宮オークラ劇場のポスターが所狭しと張られている。
高村康太
演 - 山本宗介
ワイルドな風貌の劇団員。迫真の演技からナチュラルな演技までこなす。希来莉に惚れているようだが振り向いてもらえず、劇団内の女性に手を出している。
張本健作
演 - 三輪江一
前貼り管理の達人。全役者の陰毛、肌質、性病などの下半身データを頭にインプットしており完璧な前張りのサイズを張る職人。データ収集のためならクンニもいとわない。「前貼りくん」と女性陣から呼ばれ蔑まれやすい裏方。第2作では前貼り職人から小道具、衣装係になっている。
実は演劇好きなら知らない者はいない劇団「ぼんぽこ商事」の元演出家。後述する濱口などから、その演出手腕復活を求める声は大きい。「ネイキッドデザイア」でも翼の演出や脚本を常にバックアップしている。
西脇里美
演 - 阿部恍沙穂
通称:脇美。助演の鏡のような女優。レズビアンで密かに希来莉に恋している。希来莉がまったくなびかないので、京子やアゲハを口説き、ボディタッチを楽しむ。
上杉京子
演 - 松浦笑美
制作全般も兼ねる女優。無理難題を申し付けられることが多く、かなり鬱憤がたまっている。
第1作ではアゲハにその鬱憤をぶつけ、第2作では自殺を試みる。
根岸昭一
演 - 齋賀正和
自分の劇団を旗揚げ、もしくは劇団主宰の座を得ようと画策する劇団員。表面上は翼をサポートするが、英語交じりで軽薄な言動、わかりやすい贔屓など統率力は低い。第1作ではアゲハのたどたどしい演技に目も当てられず、そんな彼女を主演に抜擢する翼のことも冷ややかに見ている。
第2作では「ネイキッドデザイア」の演出と脚本を握り、古典から自身オリジナルのエンタメ脚本に変更。しかし観客からはパンチが足りないとささやかれ、やる気が空回りし集客は落ちてゆく。
矢部真子
演 - 石川優実
第2作ではネイキッドデザイアに移籍した元水色スパンコールの女優。第1作にも観客の一人として出演。通称まこちゃん。
関サバ男
演 - 佐藤文吾
第2作ではネイキッドデザイアに移籍した元水色スパンコールの俳優。第1作にも観客の一人として出演。冴えない容姿だが婚約者がおり、楽屋でいちゃついている。「関サバ男」は本名ではなく芸名。

### その他の人物
加地恭平
演 - 羽柴裕吾
アゲハの同棲相手で恋人。社会人。できればアゲハには家に入ってもらいたく、女優活動には理解し示せないでいる。青空とはかつて不倫関係にあった。
濱口テツ
演 - 檜尾健太
劇団水色スパンコール主宰。かつては張本の演出に憧れており、色物劇団の裏方という張本の現在のポジションには納得できていない。青空とは恋仲。
劇場支配人
演 - 榊英雄
小指を立てる陽気な眼鏡の劇場主。
河北真白
演 - 大竹佳那
翼の元恋人。
田中幸恵
演 - 和田光沙
サバ男の彼女。ロリータルック。
創作の女神
演 - 睡蓮みどり
翼を励ますため、家に現れる空想上の女性。
舞台のお客さん
演 - 真上さつき
舞台を見に来た客の一人。

## スタッフ
注釈ない限り、第1作、第2作共通
- 製作：ファミリーツリー
- 提供：オーピー映画
- 監督：榊英雄
- 脚本・助監督：三輪江一
- 撮影：早坂伸
- 照明：藤田貴路、田島慎
- 音楽：雷鳥
- 編集：清野英樹
- スチール：富山龍太郎、You ishii
- 録音・効果・仕上げ：丹雄二
- ヘアメイク：木戸出香（第1作）、KAORI（第2作）
- 特別協力：小沼秀剛、氏家英樹（第1作）、長門薫（第1作、第2作）